# نام مسیحی

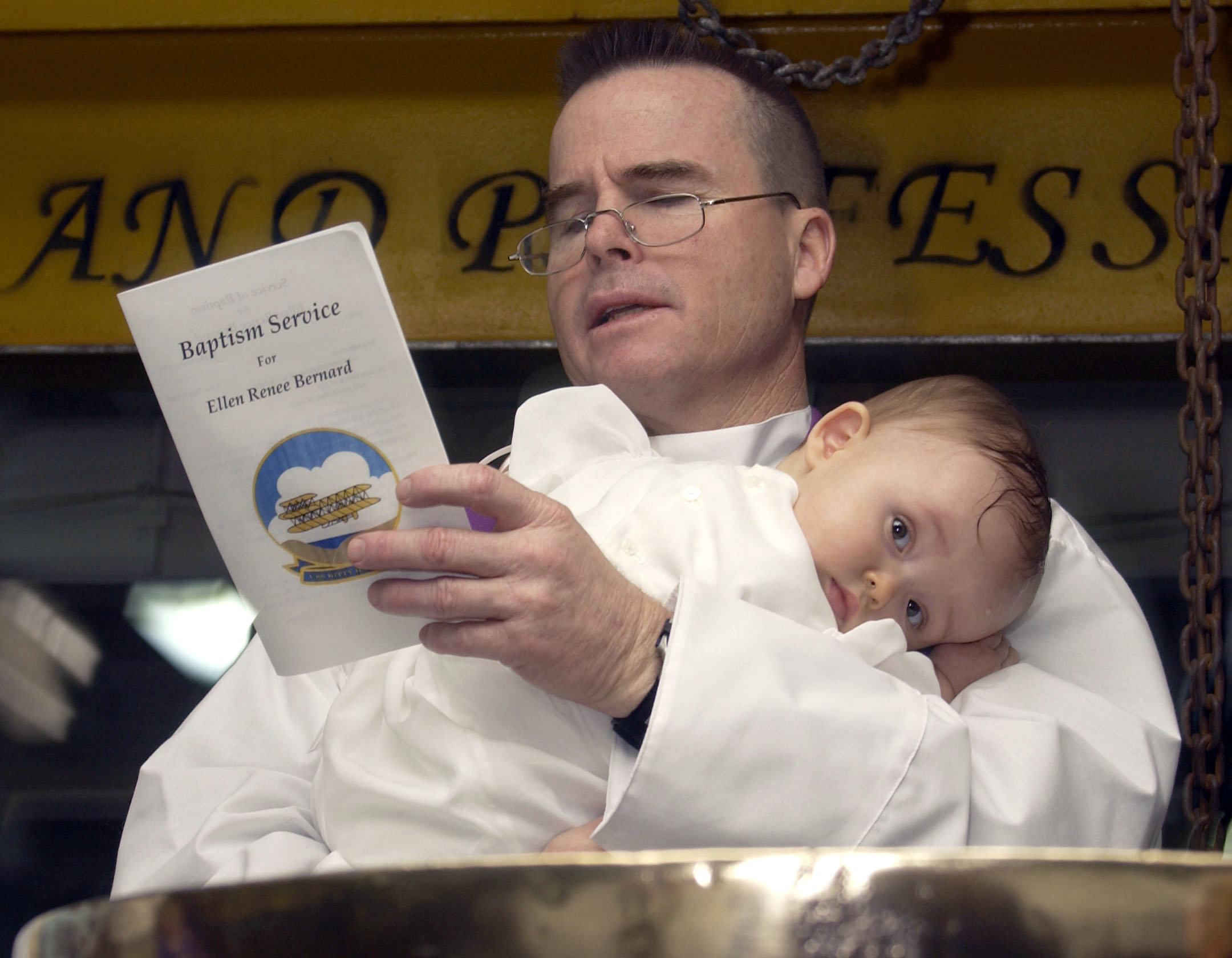
غسل تعمید، که در آن نام‌های مسیحی به‌طور سنتی داده می‌شود.

نام مسیحی (انگلیسی: Christian name) همچنین ممکن است به عنوان نام غسل تعمید شناخته شود، یک نام شخصی مذهبی است که از لحاظ تاریخی به مناسبت غسل تعمید مسیحی داده می‌شود، اگرچه اکنون اغلب توسط والدین در بدو تولد اختصاص داده می‌شود. در فرهنگ‌های انگلیسی زبان یا فضای انگلیسی، نام مسیحی یک فرد معمولاً نام کوچک آنها است و معمولاً نامی است که در درجه اول شخص را با آن می‌شناسند.